# Thalerommata huila
Espèce
Thalerommata huila est une espèce d'araignées mygalomorphes de la famille des Theraphosidae.

## Distribution
Cette espèce est endémique du département de Huila en Colombie,. Elle se rencontre vers Guadalupe.

## Description
Le mâle holotype mesure 6,24 mm.

## Systématique et taxinomie
Cette espèce a été décrite par Bertani et Raven en 2023.

## Étymologie
Son nom d'espèce lui a été donné en référence au lieu de sa découverte, le département de Huila.

## Publication originale
- Bertani & Raven, 2023 : « On the genus Thalerommata Ausserer, 1875 (Araneae, Theraphosidae), with the description of six new species. » Zootaxa, no 5271(2), p. 201-230.